# Voleibol nos Jogos Sul-Americanos de 2010
Os torneios de voleibol nos Jogos Sul-Americanos de 2010 ocorreram entre 20 e 29 de março no Coliseu de Envigado e no Coliseu Yesid Santos em Medellín. Foram disputados os torneios masculino e feminino.

## Calendário
| Março    | 17 | 18 | 19 | 20 | 21 | 22 | 23 | 24 | 25 | 26 | 27 | 28 | 29 | 30 | T |
| -------- | -- | -- | -- | -- | -- | -- | -- | -- | -- | -- | -- | -- | -- | -- | - |
| Voleibol |    |    |    |    |    |    |    | 1  |    |    |    |    | 1  |    | 2 |

## Medalhistas
| Evento    | Ouro | Prata | Bronze |
| Masculino | Juan Ignacio Maccio Maximiliano Cavanna Nicolas Bruno Pablo Crer Sebastian Sole Cristian Poglajen Franco Lopez Carlos Tissera Bruno Vinti Rodrigo Ronda Pablo Hruby Ricardo Ferreiro ARG Argentina              | Antonio Rene Delgado Regulo Briceno Fernando David Gonzalez Hector Jesus Mata Alejandro Sanoja Carlos Julio Paez Jose Manuel Carrasco Kervin Pinerua Jhoser Contreras Jesus Danian Chourio Luis Antonio Arias Daniel Escobar VEN Venezuela | Felipe Molina Piza Andres Daniel Vanegas Faver Rivas Luis Jaramillo Mosquera Carlos Juan Ambuila Juan Jaramillo Humberto Machacon Francisco Echeverri Carlos Alomia COL Colômbia |
| Feminino  | Thays Oliveira Gabriela Souza Samara Almeida Rosane Maggioni Marjorie Apolinario Carla Barreto Ana Beatriz Correa Patricia Bianchi Priscila Heldes Andressa Picussa Juliana Nogueira Glauciele Silva BRA Brasil | Tanya Acosta Julia Benet Antonela Curatola Josefina Fernandez Lucia Fresco Lucia Gaido Nadia Garay Camila Jersonsky Aylin Pereyra Kathia Rud Julieta Lazcano Florencia Carlotto ARG Argentina                                              | Angelica Maria Aquino Simon Brenda Daniela Uribe Soriano Katherinne Keith Meneses Aguilar Yurico Ventura Pinedo Alexandra Miryec Munoz Lurita Sandra Guibert Collantes Raffaella Camet Bertello Clarivett Yllescas Abad Carla Del Pilar Rueda Cotito Karla Beatriz Ortiz Oyola Vivian Isabel Baella Guevara PER Peru |

## Resultados

### Masculino

#### Primeira fase
| Equipe    | J | V | D | Pts |
| --------- | - | - | - | --- |
| Venezuela | 2 | 2 | 0 | 4   |
| Chile     | 2 | 1 | 1 | 3   |
| Brasil    | 2 | 0 | 2 | 2   |

| Dia         | Horário     | Jogo        | Jogo        | Jogo |
| 20 de março | 20 de março | 20 de março | 20 de março |      |
| ----------- | ----------- | ----------- | ----------- | ---- |
| 15:00       | Brasil      | 1-3         | Chile       |      |
| 21 de março |             |             |             |      |
| 17:30       | Brasil      | 0-3         | Venezuela   |      |
| 22 de março |             |             |             |      |
| 17:30       | Venezuela   | 3-2         | Chile       |      |

| Equipe    | J | V | D | Pts |
| --------- | - | - | - | --- |
| Argentina | 3 | 3 | 0 | 6   |
| Colômbia  | 3 | 2 | 1 | 5   |
| Peru      | 3 | 1 | 2 | 4   |
| Equador   | 3 | 0 | 3 | 3   |

| Dia         | Horário     | Jogo        | Jogo        | Jogo |
| 20 de março | 20 de março | 20 de março | 20 de março |      |
| ----------- | ----------- | ----------- | ----------- | ---- |
| 17:30       | Argentina   | 3-0         | Peru        |      |
| 20:00       | Colômbia    | 3-0         | Equador     |      |
| 21 de março |             |             |             |      |
| 15:00       | Argentina   | 3-0         | Equador     |      |
| 20:00       | Colômbia    | 3-0         | Peru        |      |
| 22 de março |             |             |             |      |
| 15:00       | Peru        | 3-1         | Equador     |      |
| 20:00       | Colômbia    | 0-3         | Argentina   |      |

|  | Semifinais  | Semifinais  |   |             | Final          | Final |  |
|  |             |             |   |             |                |       |  |
|  | 23 de março |             |   |             |                |       |  |
|  | Venezuela   | 3           |   |             |                |       |  |
|  | Colômbia    | 1           |   |             |                |       |  |
|  |             |             |   |             |                |       |  |
|  |             |             |   |             | 24 de março    |       |  |
|  |             |             |   |             | Argentina      | 3     |  |
|  |             | Venezuela   | 1 |             |                |       |  |
|  |             |             |   |             |                |       |  |
|  |             |             |   |             |                |       |  |
|  |             |             |   |             | Terceiro lugar |       |  |
|  | 23 de março | 23 de março |   | 24 de março | 24 de março    |       |  |
|  | Argentina   | 3           |   | Colômbia    | 3              |       |  |
|  | Chile       | 0           |   |             | Chile          | 1     |  |

|  | Decisão do 5º lugar |        |   |
|  |                     |        |   |
|  | Brasil              | Brasil | 3 |
|  | Peru                | Peru   | 0 |

| Pos. | Equipe        |
| ---- | ------------- |
|      | ARG Argentina |
|      | VEN Venezuela |
|      | COL Colômbia  |
| 4    | CHI Chile     |
| 5    | BRA Brasil    |
| 6    | PER Peru      |
| 7    | ECU Equador   |

### Feminino

#### Primeira fase
| Equipe   | J | V | D | Pts |
| -------- | - | - | - | --- |
| Brasil   | 2 | 2 | 0 | 4   |
| Colômbia | 2 | 1 | 1 | 3   |
| Uruguai  | 2 | 0 | 2 | 2   |

| Dia         | Horário     | Jogo        | Jogo        | Jogo |
| 25 de março | 25 de março | 25 de março | 25 de março |      |
| ----------- | ----------- | ----------- | ----------- | ---- |
| 20:00       | Brasil      | 3-0         | Uruguai     |      |
| 26 de março |             |             |             |      |
| 20:00       | Uruguai     | 0-3         | Colômbia    |      |
| 27 de março |             |             |             |      |
| 12:30       | Brasil      | 3-0         | Colômbia    |      |

| Equipe    | J | V | D | Pts |
| --------- | - | - | - | --- |
| Argentina | 3 | 3 | 0 | 6   |
| Peru      | 3 | 2 | 1 | 5   |
| Venezuela | 3 | 1 | 2 | 4   |
| Chile     | 3 | 0 | 3 | 3   |

| Dia         | Horário     | Jogo        | Jogo        | Jogo |
| 25 de março | 25 de março | 25 de março | 25 de março |      |
| ----------- | ----------- | ----------- | ----------- | ---- |
| 15:00       | Peru        | 3-0         | Chile       |      |
| 17:30       | Argentina   | 3-0         | Venezuela   |      |
| 26 de março |             |             |             |      |
| 15:00       | Argentina   | 3-0         | Chile       |      |
| 17:30       | Peru        | 3-0         | Venezuela   |      |
| 27 de março |             |             |             |      |
| 15:00       | Venezuela   | 3-0         | Chile       |      |
| 17:30       | Peru        | 2-3         | Argentina   |      |

|  | Semifinais  | Semifinais  |   |             | Final          | Final |  |
|  |             |             |   |             |                |       |  |
|  | 28 de março |             |   |             |                |       |  |
|  | Brasil      | 3           |   |             |                |       |  |
|  | Peru        | 0           |   |             |                |       |  |
|  |             |             |   |             |                |       |  |
|  |             |             |   |             | 29 de março    |       |  |
|  |             |             |   |             | Brasil         | 3     |  |
|  |             | Argentina   | 0 |             |                |       |  |
|  |             |             |   |             |                |       |  |
|  |             |             |   |             |                |       |  |
|  |             |             |   |             | Terceiro lugar |       |  |
|  | 28 de março | 28 de março |   | 29 de março | 29 de março    |       |  |
|  | Argentina   | 3           |   | Peru        | 3              |       |  |
|  | Colômbia    | 1           |   |             | Colômbia       | 0     |  |

|  | Decisão do 5º lugar |           |   |
|  |                     |           |   |
|  | Venezuela           | Venezuela | 3 |
|  | Uruguai             | Uruguai   | 0 |

| Pos. | Equipe        |
| ---- | ------------- |
|      | BRA Brasil    |
|      | ARG Argentina |
|      | PER Peru      |
| 4    | COL Colômbia  |
| 5    | VEN Venezuela |
| 6    | URU Uruguai   |
| 7    | CHI Chile     |